# Captura del Fuerte Ticonderoga
La captura del Fuerte Ticonderoga fue un suceso acontecido en los comienzos de la guerra de Independencia de Estados Unidos. El 10 de mayo de 1775, los coroneles Ethan Allen y Benedict Arnold sorprendieron y capturaron a una pequeña guarnición británica en el Fuerte Ticonderoga. Los cañones capturados en el fuerte fueron posteriormente destinados a fortificar Dorchester Heights y romper el estancamiento en el asedio de Boston.

## Antecedentes
Aún antes del inicio de las hostilidades de la guerra de Independencia de Estados Unidos, los Revolucionarios Americanos estaban preocupados por el Fuerte Ticonderoga. El fuerte era un lugar valioso por varias razones. En primer lugar, disponía de un buen número de 
cañones y artillería pesada, algo de lo que los americanos prácticamente carecían. En segundo lugar, el fuerte estaba en el valle del lago Champlain, la ruta entre las Trece Colonias rebeldes y las provincias canadienses controladas por los británicos. Tras el inicio de la guerra en la Batalla de Lexington y Concord el 19 de abril de 1775, los americanos decidieron tomar el fuerte antes de que pudiera ser reforzado por los británicos, que podrían usarlo para lanzar ataques a la retaguardia americana. No se sabe con exactitud quién propuso por primera vez la conquista del fuerte, aunque la idea se ha atribuido a John Brown, Benedict Arnold y Ethan Allen, entre otros. 
Ticonderoga ya no era la fortaleza que había sido en 1758, cuando los franceses la defendieron durante un ataque británico. Después de la Cesión Francesa de 1763, el fuerte ya no estaba en la frontera de dos grandes imperios. Había caído en desuso; la guarnición constaba de solo 2 oficiales y 46 hombres, muchos de ellos inválidos (soldados con tareas limitadas debido a enfermedad o discapacidad). También vivían allí 24 mujeres y niños. Aunque había perdido importancia, el Fuerte Ticonderoga aún conservaba la reputación de ser «la puerta del continente» o el «Gibraltar Americano», pero en 1775 era, según el historiador Christopher Ward, «más una villa que un fuerte».

## Campaña

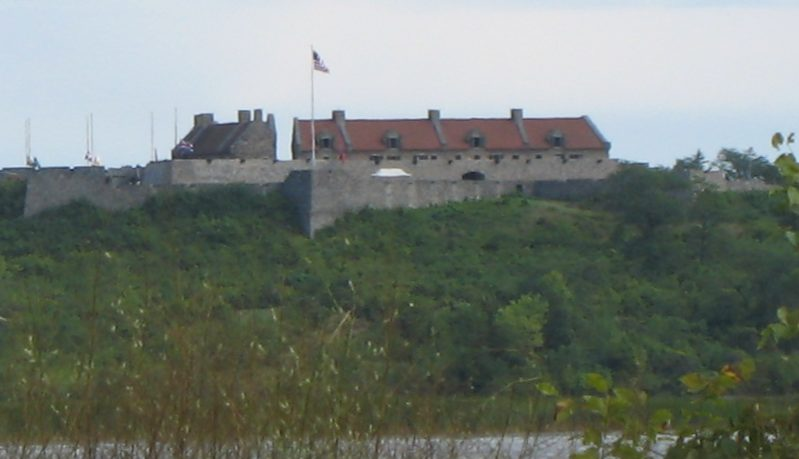
Fuerte Ticonderoga

Se organizaron dos expediciones diferentes para capturar Ticonderoga: una desde Massachusetts y otra desde Connecticut. En Cambridge, Benedict Arnold informó al Comité de Seguridad de Massachusetts acerca de los cañones y otros suministros militares en el fuerte, que se encontraba pobremente defendido. El 3 de mayo de 1775, el Comité nombró coronel a Arnold y le dio el mando de la misión secreta para capturar el fuerte. 
Mientras Tanto, en Hartford, Silas Deane y otros habían organizado una expedición por su propia cuenta. Ethan Allen reclutó a unos 100 de sus Green Mountain Boys, mientras que otros 50 fueron reclutados por James Easton en Pittsfield, y otros 20 hombres de Connecticut se ofrecieron como voluntarios. Esta fuerza de cerca de 170 hombres se reunió el 7 de mayo en Castleton. Ethan Allen fue elegido  coronel, con Easton y Seth Warner como sus lugartenientes. Samuel Herrick fue enviado a Skenesboro y Asa Douglas a Pantón con destacamentos para conseguir botes. Mientras tanto, el Capitán Noah Phelps reconoció el fuerte disfrazado como buhonero. Observó que los muros del fuerte estaban en un estado deplorable y supo por el comandante de la guarnición del fuerte que la pólvora de los soldados británicos estaba mojada. Regresó e informó de estos hechos a Ethan Allen. 
El 9 de mayo, Benedict Arnold llegó a Castleton e insistió en tomar el mando de la operación, basándose en sus órdenes y en el mandato del Comité de Seguridad de Massachusetts. Muchos de los Green Mountain Boys se opusieron, insistiendo en que preferían regresar a sus casas si tenían que servir a las órdenes de alguien que no fuera Ethan Allen. Arnold y Allen llegaron a un acuerdo, pero ningún documento evidencia cuáles fueron los términos del mismo. Según Arnold, se le entregó el mando conjunto de la operación. Algunos historiadores han apoyado a Arnold, mientras que otros sugieren que simplemente se le dio el derecho de marchar junto a Allen.
Llegados al fuerte, un guardia intentó detener a los invasores disparando una vez. El único herido de la operación fue un americano, que recibió una pequeña herida de bayoneta.

## Crown Pointy Fuerte St. Johns

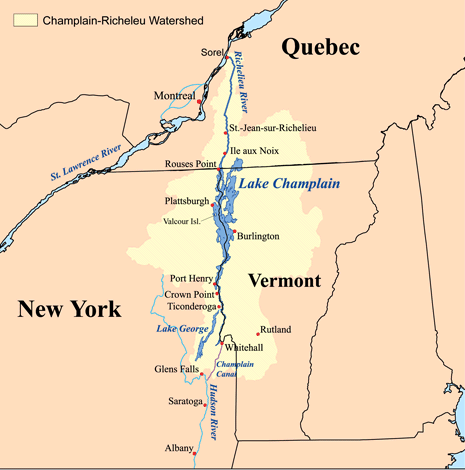
Mapa del lago Champlain donde se observa los fuertes Ticonderoga, Crown Point y St. Johns, y el río Hudson

Jeff Warner marchó con un destacamento por la costa del lago y capturó el cercano Fuerte Crown Point, resguardado solo por nueve hombres. El 12 de mayo, Allen envió a los prisioneros al Gobernador de Connecticut, Jonathan Trumbull, con una nota que decía: "Te mando de regalo un Mayor, un Capitán y dos Tenientes del Establecimiento Regular de Jorge III”.
Arnold embarcó en una pequeña goleta y partió junto con varios botes desde Skenesboro hacia el norte con 50 voluntarios. El 18 de mayo tomaron otra guarnición en el Fuerte St. Johns, así como el Enterprise, una balandra de setenta toneladas. Consciente de que varias compañías británicas estaban estacionadas a diecinueve kilómetros río arriba, en Chambly, cargaron los suministros más valiosos y los cañones, quemaron los botes que no podían llevar y regresaron a Crown Point. 
Ethan Allen y sus hombres regresaron a sus casas. Benedict Arnold se quedó junto con algunos reemplazos de Connecticut en el fuerte Ticonderoga. Al principio el Congreso Continental quería que los hombres y los fuertes fueran devueltos a los británicos, pero el 31 de mayo cedieron ante la presión de Massachusetts y Connecticut y aceptaron quedárselos. Connecticut mandó un regimiento al mando del Coronel Benjamin Hinman para defender Ticonderoga. Cuando Arnold supo que estaba bajo el mando de Hinman, renunció al mando otorgado por Connecticut y regresó a su hogar.

## Consecuencias
Aunque el Fuerte Ticonderoga no era un puesto militar importante, su captura sí tuvo resultados relevantes. Puesto que el control rebelde del área significaba que las comunicaciones por tierra entre las fuerzas británicas en Quebec y en Boston estaban cortadas, los estrategas de Londres reformaron su estructura de mando. El mando de las fuerzas británicas en América del Norte, anteriormente bajo un solo comandante, fue dividido en dos. A Sir Guy Carleton se le dio el mando independiente de las fuerzas en Quebec, mientras que el General William Howe fue nombrado comandante en jefe de las fuerzas a lo largo de la costa Atlántica. Esta solución ya había funcionado bien durante la guerra de los Siete Años. En esta guerra, sin embargo, la cooperación entre las dos fuerzas resultó problemática y tuvo mucho que ver con el fracaso de la campaña de Saratoga de 1777.
Más inmediatamente, en el invierno de 1775-1776, Henry Knox trasladó los cañones, en una compleja operación conocida como "noble tren de artillería", desde Ticonderoga a Boston para apoyar a la artillería durante el asedio de Boston. Los cañones se situaron en Dorchester Heights, con vista a los barcos británicos en el puerto, lo que precipitó la evacuación británica de la ciudad. Los barcos capturados durante la expedición a Ticonderoga fueron usados por Benedict Arnold en la Batalla de la Isla Valcour para frustrar el intento de reconquistar el fuerte por los británicos en 1776. Los británicos recuperaron el fuerte en la batalla de Ticonderoga en 1777, pero fue abandonado después de la batalla de Saratoga.